# Palpita hollowayi
Palpita hollowayi là một loài bướm đêm trong họ Crambidae.